# Миссия sui iuris на Токелау
 Миссия sui iuris на Токелау  (лат. Missio sui iuris Tokelauna) — миссия sui iuris Римско-католической церкви с центром на атолле Нукунону, Токелау. Юрисдикция миссии sui iuris на Токелау распространяется на архипелаг Токелау.

## История
26 июня 1992 года Святой Престол учредил миссию Sui iuris для островов Токелау, выделив её из архиепархии Самоа-Апиа.

## Ординарии епархии
- священник Патрик Эдвард О’Коннор (26.01.1992 — май 2011);
- священник Оливер Аро (май 2011 — по настоящее время)